# Puy-Saint-André

Puy-Saint-André este o comună în departamentul Hautes-Alpes, Franța. În 1 ianuarie 2022 avea o populație de 471 de locuitori.